# Tributo de las cien vírgenes
El Tributo de las cien vírgenes o de las cien doncellas, es una leyenda que habría consistido en el reconocimiento por parte del Reino de Asturias de la supremacía del Emirato de Córdoba. Apareció siglos después de su supuesta fecha, para estimular la resistencia cristiana en su lucha contra la invasión islámica.
La primera referencia se encuentra en el llamado Privilegio de los votos, un documento urdido entre 1160 y 1175 por el cardenal compostelano Pedro Marcio para justificar ciertos privilegios que el rey Ramiro I supuestamente habría concedido a la iglesia compostelana en agradecimiento a la intervención del apóstol Santiago en su victoria frente a los sarracenos en la batalla de Clavijo ocurrida en el 844. El origen de la batalla se encontraría precisamente en el tributo de 100 doncellas (50 nobles y 50 plebeyas) cuyo origen atribuye al reinado de Mauregato.
Con posterioridad, hacia 1236, Lucas de Tuy recogió este episodio en su Chronicon mundi contribuyendo a la difusión generalizada de la leyenda.

## La leyenda
En el año 783, Mauregato toma el trono asturiano con la ayuda de Abderramán I, con quien se compromete al pago del tributo de las cien doncellas (vírgenes) por su colaboración. En 788, los condes Arias y Oveco se rebelaron contra el rey Mauregato y lo mataron como venganza de haber otorgado a los moros tal tributo. El rey Bermudo I el Diácono, su sucesor, quiere acabar con el tributo, sustituyéndolo por un pago en dinero. A Bermudo le sucede Alfonso II el Casto (791–842), quien rechaza también el tributo en dinero, y entra en batalla con los moros para evitar su pago, venciendo en la batalla de Lutos y matando al capitán moro Mugait, con lo que consigue su propósito.
Posteriormente Abderramán II, en tiempos del rey Ramiro I de Asturias, se atreve a pedir de nuevo el tributo.

## Influencia en la ficción
El tributo es el desencadenante de la acción en diversas obras de ficción, desde el Siglo de Oro hasta la actualidad. Así, contamos entre otras piezas literarias con la comedia de Lope de Vega Las famosas asturianas (1612) y las novelas históricas El tributo de las cien doncellas (1853) de Manuel Fernández y González y La visigoda (2006) de Isabel San Sebastián. Forma parte importante también de la novela "El conde maldito" de Rafael Pérez y Pérez.